# Schloss Erb

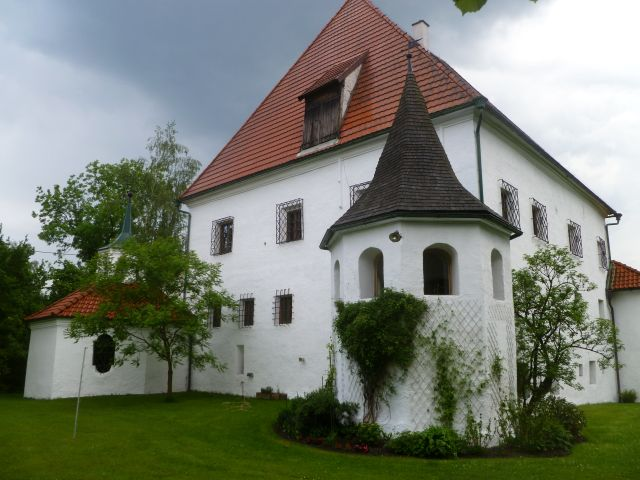
Schloss Erb von der Gartenseite

Das Schloss Erb befindet sich im Ortsteil Untererb der Gemeinde Lengau im Bezirk Braunau in Oberösterreich.

## Geschichte
Als Erbauungsjahr von Erb wird das Jahr 1150 vermutet. Die ursprünglichen Erbauer sind nicht bekannt. Nach einem Umbau von 1365 wird Erb im Friedberger Urbar als Schloss bezeichnet. Alexius Rainer zu Erb und Teichstätt war 1483 Besitzer des Schlosses. Die Rainers waren bis 1608 Inhaber. Erb war bayrisches Lehen; 1608 verlieh Herzog Max I. von Bayern Erb an Sophia von Lerchenfeld, die Witwe des Freiherrn Albrecht von Lerchenfeld, geborene Stockhausen. Sie starb am 27. August 1649 an der Pest. Anna Violante, Tochter von Sophia, brachte das Gut in ihre Ehe mit dem Reichsfreiherrn Lorenz von Alt- und Neufrauenhofen ein.

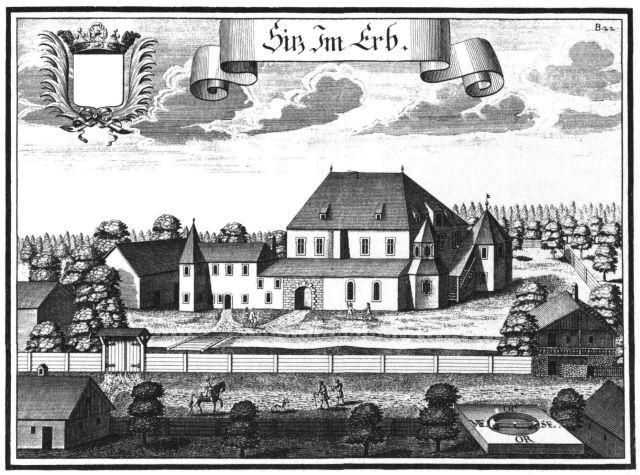
Schloss Erb nach einem Kupferstich von Michael Wening von 1721

1650 wurde die Schlosskapelle gebaut und zu Ehren des „Maria Hilf“-Festes geweiht; der Hochaltar trägt ein Bild Mariens. Zu Beginn des 18. Jahrhunderts war Erb im Besitz der Freiherrn von Frauenhofen. In der 2. Hälfte des 18. Jahrhunderts gelangte Erb auf dem Heiratsweg an die Grafen von Törring (1768, August Graf Törring). 1815 erfolgte die Allodialisierung des Sitzes. Zwischen 1831 und 1852 war Erb im Besitz des Heinrich Edlen von Bohn. Von diesem erwarb Josef Berner das Schloss (bis 1863). Ihm folgten Johann Berner (1863–1911), dann Martin, Mathias und Maria Berner (1911–1920). In weiterer Folge kam das Schloss an Franz und Maria Erlach (1920–1924). Diese verkauften den Besitz an die Glashütte Schneegattern, die den Ansitz als Arbeiterunterkunft verwendete (1924–1939). Die folgenden Jahre waren von Verfall gekennzeichnet: Die zum Schloss gehörenden Gründe wurden schrittweise verkauft und verschiedene Steindenkmäler aus dem Schloss entfernt.
1939 erwarb Baron Achim Haebler das Gebäude und begann mit der neuerlichen Instandsetzung; es folgten Erna von Haebler (bis 1944) und dann Alexander, Beatrix und Achim Haebler. Heute ist das Schloss Erb im Besitz von Herrn Haupt-Stummer aus Wien.

## Schloss Erb heute
Das Schloss liegt in einer Ebene, unmittelbar an der Kobernaußer Straße. Auf dem Stich von Michael Wening wird es als „Sitz“ bezeichnet. Erb war also keine verteidigungsfähige Burg, sondern ein ritterlicher Ansitz. Der Bau stammt im Wesentlichen aus dem 17. Jahrhundert.
Der Hauptbau ist an seinem hohen Walmdach zu erkennen. An diesem dreigeschoßigen Gebäude sind eingeschoßige, von Türmen flankierte Flügel angebaut, die einen schmalen Hof einschließen. Während der Haupttrakt Wohnzwecken diente, wurden die Seitentrakte zu Wirtschaftszwecken verwendet. Im dritten Geschoß des Haupttraktes befinden sich ein Rittersaal und ein Erkerzimmer mit Kassettendecke. Alle Fenster sind mit schmiedeeisernen Rautengittern versehen. Über dem Haupteingang des Schlosses befindet sich eine Sonnenuhr. Die linke Ecke des Tortraktes wird von einem vorgeschobenen fünfeckigen Turm gebildet.
An der vierten Ecke befindet sich der vorspringende Chor der Schlosskapelle. Die tonnengewölbte Kapelle ist mit Stuck verziert; der Stuck stammt von Vierthaler (1730), Altar und Chorgitter von 1721. Die Schlosskapelle wurde 1980/81 restauriert und ist für eine Samstags-Vorabendmesse zwischen Osten und der Adventszeit öffentlich zugänglich.
Das Schloss ist von einem Park mit Barockfiguren umgeben.

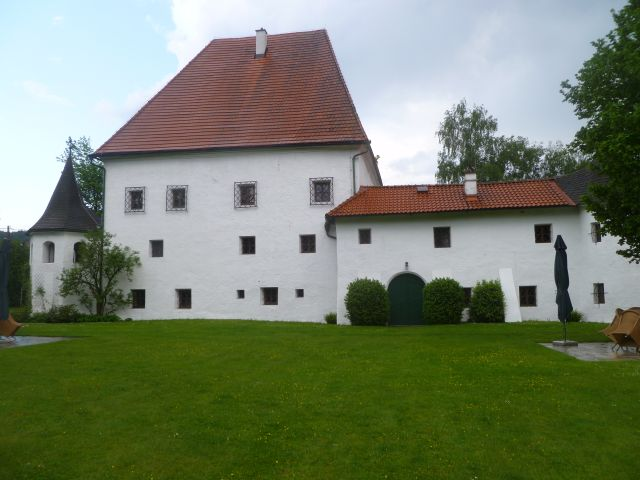
Gartenseite
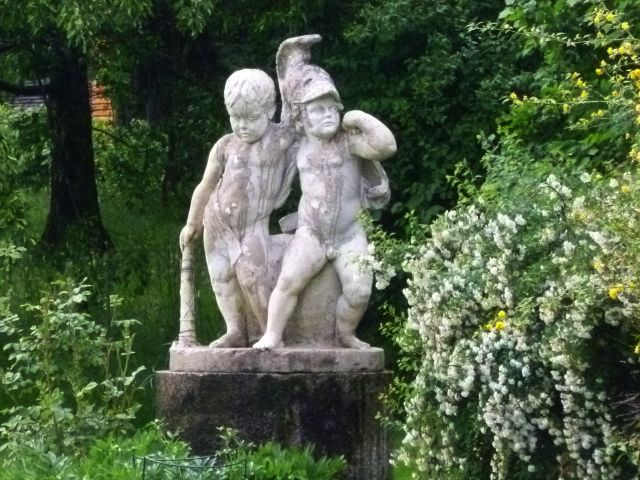
Figurengruppe im Garten
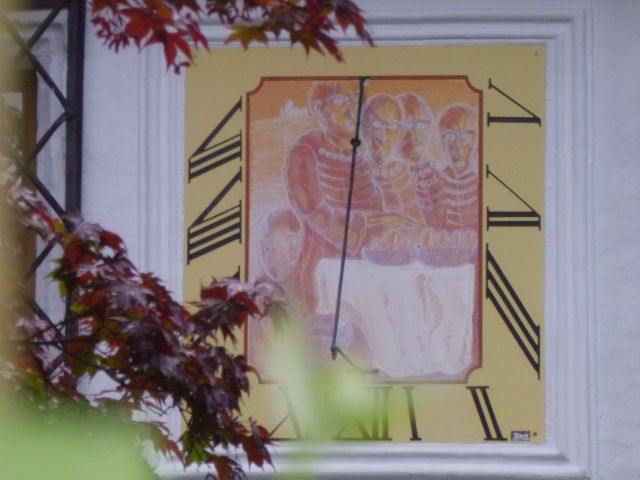
Sonnenuhr